# Nati nel 1917/Agosto
| Questa pagina contiene informazioni ricavate automaticamente dalle voci biografiche con l'ausilio del template Bio e di un bot. L'aggiornamento è periodico e automatico e ricostruisce completamente la pagina. Se manca una persona in questa lista, sei pregato di non aggiungerla, ma accertati piuttosto che la sua voce biografica contenga il template Bio e che i dati anagrafici siano correttamente compilati. Se il template Bio manca, inseriscilo tu stesso o, in alternativa, metti l'avviso {{tmp\|Bio}} che ne segnala la mancanza. Se i dati riportati sono sbagliati, correggi direttamente la voce biografica; le modifiche saranno visibili in questa lista entro pochi giorni. Per chiarimenti vedi il progetto biografie. La lista contiene solo le 107 persone che sono citate nell'enciclopedia e per le quali è stato implementato correttamente il template Bio. Pagina aggiornata al 18 mag 2025. |

- 1º agosto - Maurizio Corgnati, regista cinematografico, regista televisivo e critico d'arte italiano († 1992)
- 1º agosto - Petey Scalzo, pugile statunitense († 1993)
- 2 agosto - Wah Chang, designer e artista statunitense († 2003)
- 2 agosto - Agostino Ferrari Toniolo, vescovo cattolico italiano († 2004)
- 2 agosto - Felix L. Sparks, avvocato, politico e militare statunitense († 2007)
- 3 agosto - Rudolf Gnägi, politico svizzero († 1985)
- 3 agosto - Antonio Lauro, compositore e chitarrista venezuelano († 1986)
- 3 agosto - Salvatore Puglisi Cosentino, imprenditore italiano († 1994)
- 4 agosto - Patricia Dane, attrice statunitense († 1995)
- 4 agosto - John Fitch, pilota automobilistico e ingegnere statunitense († 2012)
- 5 agosto - Don Chaffey, regista, sceneggiatore e produttore cinematografico britannico († 1990)
- 5 agosto - Armando Frigo, calciatore statunitense († 1943)
- 5 agosto - Julián Kent, dirigente sportivo, notaio e diplomatico argentino († 2005)
- 6 agosto - Barbara Cooney, scrittrice e illustratrice statunitense († 2000)
- 6 agosto - Robert Mitchum, attore statunitense († 1997)
- 7 agosto - Melvin Evans, politico e diplomatico americo-verginiano († 1984)
- 7 agosto - Andrea Mascagni, politico, partigiano e musicista italiano († 2004)
- 7 agosto - Charles Sibley, ornitologo e biologo statunitense († 1998)
- 7 agosto - Rafael Tello, avvocato, presbitero e teologo argentino († 2002)
- 7 agosto - Tengku Zainab, sovrana malese († 1993)
- 8 agosto - Alvaro Bari, aviatore e partigiano italiano († 1944)
- 8 agosto - Earl Cameron, attore britannico († 2020)
- 8 agosto - Lee Case, pallanuotista statunitense († 1984)
- 8 agosto - Alfredo Diotalevi, calciatore italiano († 2006)
- 8 agosto - Anne Francine, attrice statunitense († 1999)
- 8 agosto - François de Geoffre, aviatore, militare e scrittore francese († 1970)
- 9 agosto - Mario Ferretti, giornalista italiano († 1977)
- 9 agosto - Pierre Georget, pistard francese († 1964)
- 10 agosto - Jackie Robinson, calciatore inglese († 1972)
- 11 agosto - Albert Alcalay, pittore e insegnante jugoslavo († 2008)
- 11 agosto - Hélène Boschi, pianista svizzera († 1990)
- 11 agosto - Dik Browne, fumettista e illustratore statunitense († 1989)
- 11 agosto - Nathan André Chouraqui, scrittore, filosofo e storico algerino († 2007)
- 11 agosto - Inge Scholl, scrittrice tedesca († 1998)
- 11 agosto - Vittorio Malagoli, allenatore di calcio e calciatore italiano († 1991)
- 11 agosto - Américo Montanarini, cestista brasiliano († 1994)
- 11 agosto - Stefano Terra, scrittore, giornalista e poeta italiano († 1986)
- 12 agosto - Frank Boulton, calciatore inglese († 1987)
- 12 agosto - Adolf Burger, tipografo e scrittore slovacco († 2016)
- 12 agosto - Oliver Crawford, sceneggiatore e scrittore statunitense († 2008)
- 12 agosto - Albert Ferrasse, dirigente sportivo, arbitro di rugby a 15 e rugbista a 15 francese († 2011)
- 12 agosto - Marjorie Reynolds, attrice statunitense († 1997)
- 12 agosto - Giuseppe Tacca, ciclista su strada italiano († 1984)
- 13 agosto - Ottorino Beltrami, militare e dirigente d'azienda italiano († 2013)
- 13 agosto - Gloria Dickson, attrice statunitense († 1945)
- 13 agosto - Claudia McNeil, attrice statunitense († 1993)
- 13 agosto - Anna Molka Ahmed, artista pakistana († 1994)
- 14 agosto - Veniero Di Petta, politico italiano († 2012)
- 15 agosto - Jack Lynch, politico irlandese († 1999)
- 15 agosto - Pranas Mažeika, cestista lituano († 2007)
- 15 agosto - Fabrizio Onofri, scrittore, sceneggiatore e politico italiano († 1982)
- 15 agosto - Bill Riebe, cestista statunitense († 2000)
- 15 agosto - Óscar Romero, arcivescovo cattolico salvadoregno († 1980)
- 15 agosto - Yukio Tsuda, calciatore giapponese († 1979)
- 15 agosto - Vladimir Ščagin, pallavolista, allenatore di pallavolo e calciatore sovietico († 1996)
- 16 agosto - Jean Bruyas, giurista, storico e filosofo francese († 2001)
- 16 agosto - Robert Lisle Lindsey, biblista statunitense († 1995)
- 17 agosto - Luigi Ignazio Adorno, militare italiano († 1943)
- 17 agosto - Gianni Agus, attore e conduttore televisivo italiano († 1994)
- 17 agosto - François Mathey, gallerista francese († 1993)
- 18 agosto - Gildo Montagner, calciatore italiano
- 18 agosto - Dedi Montano, soprano italiano († 2009)
- 18 agosto - Caspar Weinberger, politico statunitense († 2006)
- 19 agosto - Giovanni Costa, calciatore italiano († 1984)
- 20 agosto - Elliot Forbes, musicologo e direttore d'orchestra statunitense († 2006)
- 20 agosto - Geert Holvast, poliziotto olandese († 1992)
- 21 agosto - Salvatore Cascino, marciatore italiano († 1990)
- 21 agosto - Esther Cooper Jackson, attivista statunitense († 2022)
- 21 agosto - Leonid Hurwicz, economista statunitense († 2008)
- 22 agosto - Kō Arima, calciatore giapponese
- 22 agosto - John Lee Hooker, cantante, chitarrista e compositore statunitense († 2001)
- 22 agosto - Ugo Perinelli, partigiano e politico italiano († 1967)
- 24 agosto - Arthur Burge, pallanuotista australiano († 1995)
- 25 agosto - Abraham Charité, sollevatore olandese († 1991)
- 25 agosto - Marcello Conversi, fisico e informatico italiano († 1988)
- 25 agosto - Ion Diaconescu, politico rumeno († 2011)
- 25 agosto - Julija Abramovna Dobrovol'skaja, slavista, traduttrice e lessicografa russa († 2016)
- 25 agosto - Mel Ferrer, attore, regista e produttore cinematografico statunitense († 2008)
- 25 agosto - Toivo Ilomäki, militare finlandese († 1965)
- 25 agosto - Tichon Nikolaevič Kulikovskij, principe russo († 1993)
- 25 agosto - Lisbeth Movin, attrice danese († 2011)
- 25 agosto - Vera Rjabuškina, cestista sovietica († 1996)
- 26 agosto - Miroslav Brozović, calciatore jugoslavo († 2006)
- 26 agosto - Zvonimir Cimermančić, calciatore jugoslavo († 1979)
- 26 agosto - Jan Clayton, attrice e cantante statunitense († 1983)
- 26 agosto - Carmelio Conz, antifascista e partigiano italiano († 1991)
- 26 agosto - William French Smith, politico statunitense († 1990)
- 27 agosto - Serge de Beaurecueil, presbitero e islamista francese († 2005)
- 28 agosto - Ugo Amendola, compositore italiano († 1995)
- 28 agosto - Antonio Basurto, cantante italiano († 2007)
- 28 agosto - Wolfgang von Löhneysen, storico dell'arte tedesco († 2004)
- 28 agosto - Aurelio Galleppini, fumettista e illustratore italiano († 1994)
- 28 agosto - Jack Kirby, fumettista statunitense († 1994)
- 28 agosto - John Leslie Mackie, filosofo australiano († 1981)
- 28 agosto - Aroldo Tieri, attore italiano († 2006)
- 29 agosto - Carlo Borsani, militare, giornalista e poeta italiano († 1945)
- 29 agosto - Isabel Sanford, attrice statunitense († 2004)
- 30 agosto - Piermarcello Farinelli, rugbista a 15, allenatore di rugby a 15 e medico italiano († 1988)
- 30 agosto - Attilio Gallo, calciatore italiano († 1959)
- 30 agosto - Pop Gates, cestista e allenatore di pallacanestro statunitense († 1999)
- 30 agosto - Denis Healey, politico inglese († 2015)
- 30 agosto - Giorgio Mirri, compositore di scacchi italiano († 2007)
- 30 agosto - Curtis Bill Pepper, giornalista e scrittore statunitense († 2014)
- 30 agosto - Vladimir Kirillovič Romanov, russo († 1992)
- 31 agosto - Pier Francesco De Martinis, calciatore italiano
- 31 agosto - Girolamo Manisco, militare italiano († 2012)
- 31 agosto - Ján Podhradský, calciatore slovacco († 1998)